# Scopelarchus michaelsarsi
Scopelarchus michaelsarsi är en fiskart som beskrevs av Koefoed, 1955. Scopelarchus michaelsarsi ingår i släktet Scopelarchus och familjen Scopelarchidae. Inga underarter finns listade i Catalogue of Life.